# Pleure
Pleure é uma comuna francesa na região administrativa de Borgonha-Franco-Condado, no departamento de Jura. Estende-se por uma área de 5,07 km². Em 2010 a comuna tinha 440 habitantes (densidade: 86,8 hab./km²).